# Santo Amaro
Santo Amaro – miasto na Wyspach Świętego Tomasza i Książęcej; na Wyspie Świętego Tomasza, 7792 mieszkańców (2008). Trzecie co do wielkości miasto kraju.